# Physematia concordalis
Physematia concordalis là một loài bướm đêm trong họ Crambidae.